# Licht aus dem Osten
Peter Frankopans Licht aus dem Osten. Eine neue Geschichte der Welt (engl. The Silk Roads. A New History of the World, Bloomsbury, London: 2015) ist eine 2016 auf Deutsch erschienene historische Monografie. Wie der englische Titel Die Seidenstraßen treffender angibt, beschreibt Frankopan die ökonomische, politische und kulturelle Entwicklung des Mittleren Ostens, eines Hotspots der Weltgeschichte zwischen dem östlichen Mittelmeer und China, wobei er die Gebiete nördlich des Schwarzen Meeres und des Kaspischen Meeres einbezieht.
Frankopans Fokus sind die sich durchdringenden Einflüsse der ursprünglichen Kulturen und ihrer Entwicklung bis heute. „Der Aufstieg zur Macht [bestimmter Gebiete und ihrer Herrscher] beruhte in all diesen Fällen auf dem Zugang zu begehrten Gütern und dem Handel mit ihnen.“ Der chronologische Bogen der Darstellung reicht vom 6. vorchristlichen Jahrhundert bis 2014. Fast 40 % des Textes beschäftigen sich mit den Beziehungen Russlands bzw. der Sowjetunion und Englands bzw. Amerikas zu den Erdöl fördernden arabischen Staaten, insbesondere zum Iran. Die Interventionen vor allem des Westens während des Kalten Kriegs in diesen Gebieten rund um den Persischen Golf werden von Frankopan scharf kritisiert.
Mehr als einhundert Seiten Anmerkungen, siebzig Seiten Bibliografie und ein Personenregister von mehr als zehn Seiten beschließen das Buch.

## Intention des Autors
Frankopan schreibt gegen „das Mantra des politischen, kulturellen und moralischen Triumphes des Westens“, gegen die Umschreibung aller Geschichte „aus der Perspektive des Siegers der jüngeren Geschichte. [...] Die Geschichte wurde verdreht und manipuliert, bis eine sich hartnäckig haltende Version entstand, der zufolge der Aufstieg des Westens nicht nur naturgemäß und unvermeidlich war, sondern auch das fortsetzte, was inzwischen verloren gegangen war.“
Die Region des Mittleren Ostens, des Vielvölker- und Vielkulturengebietes zwischen dem östlichen Mittelmeer und China, „bildete in Wirklichkeit jahrtausendelang die Achse, um die sich der Erdball drehte“, als „Brücke zwischen Ost und West die Schnittstelle der Zivilisation.“ Den im englischen Titel der Seidenstraßen (im Plural) deutlichere Hinweis auf den Kontakt verschiedener Ethnien und den Austausch ihrer Produkte auf wechselnden Wegen vertieft der Autor durch eine exemplarische politische, Wirtschafts- und Kulturgeschichte. Damit schreibt Frankopan keine Neue Geschichte der Welt, so der Untertitel, sondern die eines ausstrahlenden Zentrums der Zivilisationsgeschichte; und auch keine kontinuierliche Chronologie dieser Region, sondern eine Übersicht mit wechselnden thematischen und geografischen Schwerpunkten in 26 Kapiteln.
Während der englische Titel der Seidenstraßen auf eine der in diesem Gebiet in Antike und Mittelalter gehandelten Luxuswaren anspielt, lässt sich der deutsche Titel Licht aus dem Osten sowohl mit der islamischen Aufklärung im Hochmittelalter verbinden wie auch mit der gigantischen Öl- resp. Energieproduktion für die Industrialisierung des 20. und 21. Jahrhunderts.

## Schwerpunkte der Darstellung
- Mit und nach Alexander d. Großen und durch die römische Eroberung Ägyptens 30 v. Chr. sei der Mittlere und Ferne Osten hellenisiert worden, sodass der bis nach Indien explodierende Fernhandel auch das Schicksal Roms veränderte.[5]

- Die Seidenstraße habe Mittelasien durchzogen und sich durch den Handel auch von chinesischen Luxusgütern erweitert, in dem Seide sowohl als Luxusware und auch als Zahlungsmittel fungierte. In dem durch die Ausdehnung der islamischen Herrschaft sich  verstetigende Fernhandel seien auch Sklaven aus allen Richtungen in alle Richtungen von allen großen Akteuren gekauft und verkauft worden.[6]

- Religionen seien aufgestiegen und hätten sich verbreitet, so das Christentum und Judentum, der Buddhismus und Zoroastrismus sowie der Islam, sowohl gefördert als auch behindert durch Konkurrenz, politische Ränke, Kriegszüge und Eroberungen.[7]

- Der Islam habe mit Hilfe eines „fast perfekten Expansionsmusters“ über alle Konkurrenten gesiegt, zunächst mit dem persischen Reich als politischem Zentrum, das die Macht der Kalifen vom westlichen Ausgang des Mittelmeeres bis in die Einflussbereiche Chinas ausdehnte und so „das wohl größte Reich errichtete, das die Welt bislang gesehen hatte“.[8]

- Nach dem kurzen Intervall der siegreichen Kreuzfahrer sei die Dominanz des Ostens durch das mongolische Großreich des 13. Jahrhunderts und seine hochentwickelte Verwaltung wieder hergestellt worden, die entgegen westlicher Propaganda auf technischem Fortschritt, Handelskontrollen, der Förderung der Künste, des Handwerks und der Güterproduktion beruhte.[9]

- Ein erster, wirklich globaler Handel entwickelte sich durch die europäischen Entdeckungen Amerikas, die Einbeziehung des indischen Mogulreiches und Chinas in ein umfassendes System der Land- und Seewege, sowie durch den Aufbau des englischen Kolonialreiches.[10]

- Mit der Ausdehnung des russischen Einflusses in Persien und Afghanistan sei England in das Große Spiel eingetreten, um seine Interessen in Indien abzusichern.[11]

- Der Mangel Deutschlands an Rohstoffen und vor allem Nahrungsmittel habe die nationalsozialistische Führung motiviert, die Sowjetunion anzugreifen und über eine südliche Stoßrichtung und die Eroberung Nordafrikas England von den arabischen Ölquellen abzuschneiden, was England die Fortsetzung des Krieges unmöglich gemacht hätte.[12]

## US-Interventionen nach 1945 im Mittleren Osten
Seit den 1850er Jahren hätten geologische Untersuchungen den Ölreichtum der Gebiete rund um den Persischen Golf bestätigt. Der Treibstoffbedarfs des sich industrialisierenden Westens habe zur Sicherung von Konzessionen durch zunächst englische, dann amerikanische Unternehmen geführt. Diese Ereignisse und ihre Folgen beschreibt Frankopan aus einer entschieden pro-arabischen Perspektive.

### Öl und Antikommunismus
Die Ausbeutung der Ölfelder durch ausländische Unternehmen habe bald innere Widerstände verursacht, sodass sehr früh schon „abscheuliche Regime und Herrscher“ unterstützt wurden, die die Proklamationen von Demokratie und Fortschritt entwerteten. Der Persische Golf lieferte Öl an den Westen, Amerika exportierte seine Horchposten und militärischen Stützpunkte in den Osten. Um die Expansion der Sowjetunion zu verhindern, expandierten die USA in die Region – im Interesse der „nationalen Sicherheit“ und daher von allen Skrupeln befreit: „Auf der ganzen Welt kamen die Menschenrechte weit hinter den US-Interessen.“ Auch Pakistan sei als „Vorposten für die Durchführung verdeckter Operationen gegen die Sowjetunion“ genutzt worden. Es war dieser „Gebietsstreifen im weichen Unterleib der Sowjetunion, in dem die eigentliche Schachpartie des Kalten Krieges ausgetragen wurde.“

### Mossadegh und seine Erben

Mohammad Mossadegh 1951

Die nationale Bewegung im Iran unter Führung von Mohammad Mossadegh, dem zweimal gewählten Premierminister zwischen 1951 und 1953, ließ 1951 ein Gesetz beschließen, das die Anglo-Iranische Ölgesellschaft verstaatlichte. Die USA hätten darauf in Absprache mit England mit einem Staatsstreich durch die CIA und eine erneute Inthronisierung des Schahs Mohammad Reza Pahlavi reagiert, der seine Herrschaft nun auf den SAVAK, seinen berüchtigten Geheimdienst, gestützt habe.
Für Frankopan ist „Mossadegh der geistige Vater zahlreicher Erben in der ganzen Region. Die Methoden, Ziele und Ambitionen von Vertretern wie Ayatollah Khomeini, Saddam Hussein, Osama bin Laden oder der Taliban wichen zwar erheblich voneinander ab, aber sie alle vereinte die Kernthese, dass der Westen scheinheilig und bösartig sei. [...] Nasser machte [mit der Verstaatlichung des Suez-Kanals] dort weiter, wo Mossadegh aufgehört hatte“ – und die Engländer und Franzosen dort, wo die CIA aufgehört hatte. Die Aktivität des Westens im Nahen und Mittleren Osten – „ein Propagandadesaster für die erklärten Wächter der ´freien Welt´.“ Die USA, England und Frankreich schürten „antiwestliche Stimmungen im gesamten Nahen Osten. [...] Unter den antiamerikanischen Parolen vereinigten sich [...] fast alle Länder dieser Region.“

### Neukonzeptionen des Mittleren Ostens
Die Hochrüstung mit konventionellen Waffen und sogar die Weitergabe von Kerntechnik an regionale Regierungen sei für Jahrzehnte ein wichtiger „Anreiz für die Kooperation mit den USA und Unterstützung gegen den sowjetischen Block“ gewesen, was für den Schah von Persien sogar das Angebot einer Wiederaufbereitungsanlage zur Produktion von Plutonium implizierte.
Aber schon 1979 brachte „die Revolution im Iran [...] das Kartenhaus, das die USA in dieser Region errichtet hatte, zum Einsturz.“ Nach ersten Konfrontationen mit der neuen iranischen Regierung kooperierten beide partiell gegen den sowjetisch unterstützten Irak, weshalb die Sowjetunion beschloss, die Sicherheit an ihrer Südgrenze und ihren Einfluss in der Region durch den Einmarsch nach Afghanistan zu erhöhen. Das wiederum habe in den USA den Rückfall in „die alte imperiale Politik“ ausgelöst: Nachdem Saddam Hussein in die Falle der US-Politik getappt sei, habe eine westliche Allianz in einem ersten Schritt Kuwait dem Irak entrissen und in einem zweiten Saddam Hussein gestürzt.
Frankopan zeichnet die erstaunlichen Revirements der Bündnisse auf dem „Spielbrett“ der Region nach: Iran gegen USA, USA mit Iran und Israel gegen Irak, USA mit Irak gegen Iran, USA mit Mudschaheddin und Osama bin Laden gegen sowjetische Truppen in Afghanistan, USA gegen Osama bin Laden und die Taliban.
Nach dem Zusammenbruch der Sowjetunion 1991 habe die US-Außenpolitik im Mittleren Osten ein Momentum gewonnen, das sie weit über die Ausschaltung Saddam Husseins und Osama bin Ladens hinausgetragen habe: „Tatsächlich wandte sich die Aufmerksamkeit Washingtons schon bald der entscheidenden Frage zu: Wie konnte man das Zentrum Asiens unter Kontrolle bringen?“ Wie ließen sich in Afghanistan, im Iran und Irak amerikafreundliche Regime installieren, die den Zugriff auf das Öl der Region sicherten?
Aber die neue politische Selbständigkeit der Staaten im Süden Russlands, die neuen Oligarchien, die die Rohstoffe der Region vermarkten,  und das sich als Weltmacht etablierende China weisen für Frankopan auf einen Epochenwechsel hin. Der Kampf des Westens um Einfluss im Mittleren Osten sei zum Scheitern verurteilt, während in dieser Region die früheren Ost-West-Verbindungen wieder auflebten und durch eine neue Infrastruktur auch technisch gestärkt würden: „Wir sehen die Anzeichen dafür, dass sich das Gravitationszentrum der Welt verschiebt – zurück in die Region, wo es jahrtausendelang gelegen hat. [...] Das Zeitalter des Westens ist an einem Scheideweg angelangt, wenn nicht gar an seinem Ende. [...] Die Seidenstraßen leben wieder auf.“

## Methoden der Erzählung

### Themenspektrum
Frankopan verschiebt zwar den geografischen Schwerpunkt seiner Darstellung von Westeuropa nach Mittelasien, aber er schreibt eine weitgehend konventionelle Geschichte: Im Mittelpunkt stehen (Fern-)Handel, Eroberungen, Aufstände und wechselnde politische Herrschaft. Die in diesem riesigen Gebiet infolge geografisch-klimatischer Unterschiede entwickelten unterschiedlichen Lebensweisen, die sie unterstützenden Familienformen und Kulturpraktiken, die Gebrauchskünste sowie epische und bildende Künste kommen nicht vor, dagegen werden Vergnügungen und Luxuswaren der Eliten, z. B. die aus China eingeführte Seide, ausführlicher beschrieben. Leben und Leiden der Mehrheit der Bevölkerung spielen nahezu keine Rolle auf den 743 Seiten des Textes: Einmal verweist Frankopan auf „die große Mehrheit der Bevölkerung“ und ihren nur „lokalen Horizont“, einmal erwähnt er die Unterernährung von über vierzig Prozent der Landbevölkerung im Iran der siebziger Jahre, ein weiteres Mal nennt er die verheerenden Folgen der Sanktionen gegen den Irak nach 1990, durch die „fünfhunderttausend irakische Kinder an Unterernährung und Krankheiten starben.“

### Naturraum
Die Region des Mittleren Ostens, war „jahrtausendelang die Achse, um die sich der Erdball drehte“ und „Schnittstelle der Zivilisation“. Sie hatte beim Übergang zu Ackerbau, Viehzucht, Metallurgie und zentralisierter politischer Organisation im globalen Vergleich einen erstaunlichen Vorsprung. Ursächlich dafür waren günstige geologische Bedingungen und ein Biopaket aus Hülsenfrüchten, Getreidearten und domestizierbaren Wildtieren, die sich über die relativ einheitliche Klimazone der eurasischen West-Ost-Achse verbreiten konnten. Die Forschungsergebnisse zu dieser Umweltdeterminanz, die sich bis hin zur Entwicklung von Hochkulturen auswirkte, werden von Frankopan nicht erwähnt.

### Perspektiven
Frankopan lehnt den „Orientalismus“ ab, eine „aufdringliche und überwiegend abwertende Sichtweise des Ostens. Dieser sei kaum entwickelt und dem Westen unterlegen.“ Aber gegenüber den gegen Kyros II. siegreichen Nomaden verfällt er selbst einer anekdotisch vorverurteilenden Darstellung: „Sie waren für ihre Grausamkeit berüchtigt: Dem Vernehmen nach tranken sie das Blut ihrer Feinde und fertigten aus den Skalps Kleider: einige verzehrten angeblich das Fleisch ihrer eigenen Väter.“ Kurz darauf beschreibt er die Anstrengungen der chinesischen Herrscher „zum Schutz vor den Stämmen der Steppe. [...] Die Chinesen hatten bereits das Konzept des huaxia entwickelt, das eine zivilisierte Gesellschaft bezeichnete, die sich über den Gegensatz zu den als barbarisch wahrgenommenen Steppenvölkern bestimmte.“ Ohne eine wenigstens zeitweilig höhere Form der Organisation hätten die Steppenvölker die chinesischen Herrscher nicht zu einer solch aufwändigen Verteidigung zwingen können – und ohne eine historische Kontextualisierung grenzt sich dieser „Nomadismus“ wenig vom kritisierten „Orientalismus“ ab.

## Rezeption
Die Rezensenten stimmen weitgehend darin überein, dass Frankopans Licht aus dem Osten trotz seiner mit Anmerkungen insgesamt 900 Seiten äußerst lesenswert, ja kurzweilig sei. Vor allem die von ihm ausgewählten Beispiele, Details und Anekdoten führten das Erzählte plastisch vor Augen; andererseits würden damit aber auch typische Schwächen impliziert.
Jürgen Osterhammel lobt für die Frankfurter Allgemeine Zeitung zunächst „eine außerordentliche Belesenheit des Autors in vielen Sprachen“. „Frankopan nutzt die größere Dispositionsfreiheit des Einzelautors, um in den ersten zehn seiner fünfundzwanzig Kapitel detail- und anekdotenreich eine Geschichte jenes Raumes zu erzählen, dessen Kohärenz zunehmend durch den Islam gestiftet wurde.“ Dies gelinge besonders gut, „wo die kleinschrittige Ereignisgeschichte verlassen wird und es um Handelsbeziehungen oder die strukturellen Grundlagen von Reichen geht“. Kultur interessiere ihn hingegen wenig, der Titel der deutschen Übersetzung sei ein täuschender Missgriff. Die hinteren zwei Drittel des Buches seien „eine vollkommen konventionelle und intellektuell reizlose allgemeine Weltgeschichte“. „Nichts daran ist der Sache nach neu, und ein geschichtstheoretisches Konzept ist nicht zu erkennen.“ Der Blickwinkel verenge sich völlig auf Politik- und Militärgeschichte.
Urs Hafner las für die Neue Zürcher Zeitung am 19. Oktober 2016 eine „mitreißend erzählte Weltgeschichte“, zwar ein Wälzer mit Schwächen, aber einer, der den Topos eines Gegensatzes der Kulturen relativiere und der westlichen Überheblichkeit entgegenarbeite. Nach Frankopan liege eben die Wiege der Zivilisation „im Gebiet der Seidenstraße. [...] Das Superreich der Antike war Persien. Die großen Religionen, Judentum, Hinduismus, Buddhismus, Christentum und Islam, sie alle kommen aus dem Osten.“ Am Verdienst, dem Westen diesen Spiegel vorzuhalten, änderten die Schwächen des Buchs wenig. Inhaltlich sei das Buch eine anregende Herausforderung, aber methodisch traditionalistisch: Wer nicht zur politischen und wirtschaftlichen Elite gehörte, habe in dieser Geschichte nicht viel zu melden: „Das ist herrschaftlich gedacht. Doch besser so als umgekehrt.“
Franz Horváth notiert in Literaturkritik.de, dass Frankopan unser gewohntes Bild umkehre und auf Europa als eine Randerscheinung der Weltgeschichte blicke, deren Gravitationszentrum der Mittlere Osten sei. Die Neue Geschichte der Welt sei zwar „ein spannendes Stück flüssig geschriebener Geschichtsschreibung“, aber sein Fokus liege auf der Darstellung von Handelsrouten und Feldzügen, die teilweise seitenlang und ermüdend ausgebreitet würden: „Kultur- und mentalitätsgeschichtliche Aspekte kommen in seiner Weltgeschichte eindeutig zu kurz.“
Elias Harth kritisiert in Historia Universalis. Der Geschichtspodcast, dass „schon in den ersten Kapiteln die Quellenkritik [leide], denn die Quellen werden auch gerne mal von Frankopan passend gemacht, damit sie in das große Ganze seiner ‚neuen‘ Weltgeschichte passen.“ In den Kapiteln, die sich zeitlich mit den Epochen des ausklingenden Mittelalters und der folgenden Zeit befassen, erzähle Frankopan nur noch von den Einflüssen der westlichen Mächte auf Mittelasien. Regionen wie China, Südostasien oder Afrika verschwänden aus dem Blickfeld und eigentlich würden nur noch der Iran, Amerika und Europa besprochen. Insbesondere die strategisch wichtige Rolle des Irans für die Briten und Amerikaner und deren Interventionen werde „immer wieder fast gebetsmühlenartig wiederholt.“
Im Perlentaucher finden sich auch Zusammenfassungen von Rezensionen aus Der Tageszeitung, Der Welt und Der Zeit.